# 銭習礼
銭 習礼（せん しゅうれい、1373年 - 1461年）は、明代の学者・官僚。名は幹、字は習礼で、字をもって通称された。本貫は吉州吉水県。

## 生涯
銭好徳と陳氏のあいだの子として生まれた。1411年（永楽9年）、進士に及第した。翰林院庶吉士に選ばれた。1415年（永楽13年）9月、翰林院検討に進んだ。習礼は練子寧と姻戚関係にあった。練子寧は建文帝に最後まで忠義を尽くし、永楽帝に対する不遜の言があって処刑されていた。習礼が仕官すると、郷里の人々は練子寧との関係が処断の原因になるのではないかと怯えていた。楊栄がこのことを言上すると、永楽帝は「子寧のことも朕は任用しようとしたのだ。ましてや習礼を処断するようなことがあろうか」と笑っていった。1424年（永楽22年）、洪熙帝が即位すると、習礼は翰林院侍読となり、知制誥をつとめた。ほどなく郷里に帰省した。
1426年（宣徳元年）、習礼は『太宗実録』と『仁宗実録』の編纂のため、侍講の陳敬宗や陳循とともに召還され、侍読学士に進んだ。1436年（正統元年）3月、英宗が経書の講義を開くと、習礼はその講官をつとめた。
1438年（正統3年）4月、習礼は翰林院学士に抜擢され、翰林院の事務を管掌した。1442年（正統7年）、もとの鴻臚寺の跡地に翰林院が建てられて落成すると、諸殿閣の大学士がみなやってきたが、習礼は楊士奇と楊溥の座を設けなかった。習礼が「これは三公の府ではない」といったので、楊士奇らはこのことを奏聞した。英宗はふたりの座を設けるよう命じた。1444年（正統9年）、致仕を願い出たが、許可されなかった。1445年（正統10年）10月、吏部尚書の王直の推挙により礼部右侍郎に抜擢された。習礼は固辞したが、聞き入れられなかった。宦官の王振が権力を掌握すると、高官たちの多くは王振のためにその邸宅の門を造営した。習礼はこれを恥じたものの、やむなく屈服した。1446年（正統11年）8月、吏部の事務を代行した。1447年（正統12年）6月、再び致仕を願い出て、帰郷した。1460年（天順4年）9月、病にかかった。1461年（天順5年）5月22日、死去した。享年は89。諡は文粛といった。著書に『文集』14巻・『応制集』1巻があった。